# José María Vargas Vila
José María de la Concepción Apolinar Vargas Vila Bonilla, né le 23 juillet 1860 à Bogota (Colombie) et mort le 23 mai 1933 à Barcelone (Espagne), était un écrivain colombien.
À travers ses idéaux libéraux radicaux, ses critiques contre le clergé et ses idées conservatrices, José María Vargas Vila a été l'un des auteurs les plus controversés du début de XXe siècle sur le continent américain.